# Cárcar
Para la localidad filipina, véase Cárcar (Filipinas).
Cárcar es una villa y un municipio español de la Comunidad Foral de Navarra, situado en la merindad de Estella, en la comarca de la Ribera del Alto Ebro, a unos 38 km de Estella y a unos 75 km de la capital de la comunidad, Pamplona. Su población en 2024 fue de 1140 habitantes (INE).

## Geografía
La localidad de Cárcar está situada en la parte suroccidental de la Comunidad Foral de Navarra dentro de la Ribera del Alto Ebro a una altitud de 417 m s. n. m. Su término municipal tiene una superficie de 40,45 km², un perímetro de km. y limita al norte con el municipio de Lerín, al este y sur con el de Andosilla y al oeste con los de Sartaguda, Lodosa y Sesma.
| Noroeste: Sesma       | Norte: Lerín   | Nordeste: Lerín    |
| Oeste: Sesma y Lodosa |                | Este: Andosilla    |
| Suroeste: Sartaguda   | Sur: Andosilla | Sureste: Andosilla |

## Demografía
Cárcar cuenta con una población de 1140 habitantes (INE 2024).
| Gráfica de evolución demográfica de Cárcar entre 1842 y 2021                                                        |
| |
| Población de derecho según los censos de población del INE Población de hecho según los censos de población del INE |

## Administración y política

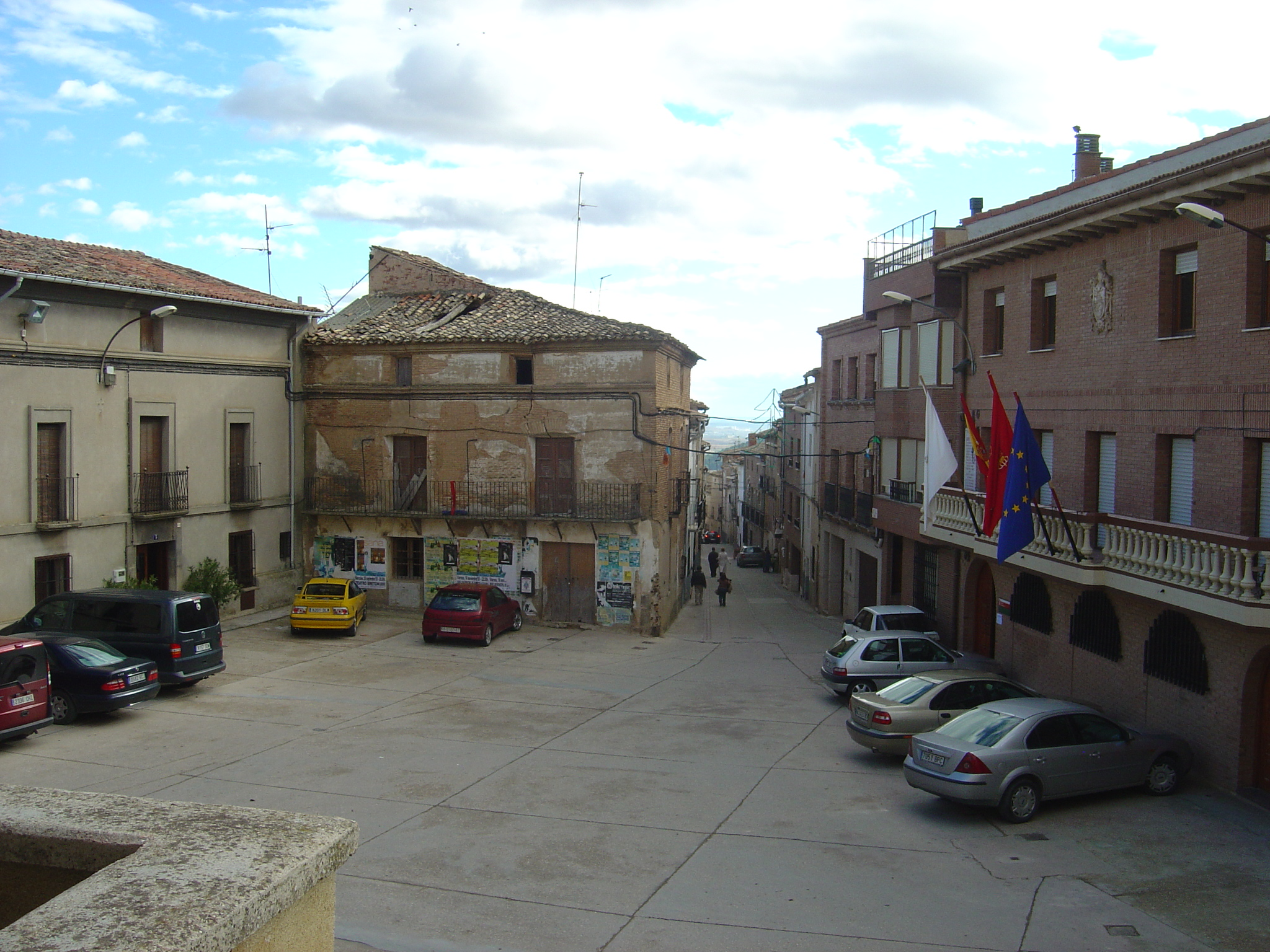
Ayuntamiento de Cárcar

Cárcar conforma un municipio el cual está gobernado por un ayuntamiento de gestión democrática desde 1979, formado por 9 miembros elegidos en las elecciones municipales según está dispuesto en la Ley Orgánica del Régimen Electoral General. La sede del consistorio está situada en la plaza de los Fueros, n.º 2 de la localidad de Cárcar.
En las 2011 con un censo de electores, participaron un total de votantes 781 (83,44 %) lo que da una abstención de 155 (16,56 %). De los votos emitidos 10 fueron nulos (1,28%) y 21 fueron en blanco (2,72 %). Concurrieron tres formaciones políticas: Alternativa Independiente de Cárcar (AIC), Unión del Pueblo Navarro (UPN) y el Partido Socialista de Navarra (PSN-PSOE) obteniendo cada una de ellas 3 concejales, pero la más votada fue AIC que obtuvo 282 votos (36,58 % de los votos válidos) seguida de UPN con 242 (31,39 %) y el PSN-PSOE con 226 (29,31 %).
En la sesión constitutiva que tuvo lugar el 11 de junio fue elegido como alcalde Salomón Sádaba Díaz de Rada de AIC al encabezar la lista más votada.
| Periodo   | Nombre                        | Partido | Partido                                   |
| --------- | ----------------------------- | ------- | ----------------------------------------- |
| 1979-1983 | Máximo Agreda Pardo           |         | Unión de Centro Democrático (UCD)         |
| 1983-1987 | Juan Pardo Chalezquer         |         | Unión del Pueblo Navarro (UPN)            |
| 1987-1991 | Venancio Samper Tanco         |         | Partido Socialista de Navarra (PSN-PSOE)  |
| 1991-1995 | Máximo Mendoza Ruiz           |         | Partido Socialista de Navarra (PSN-PSOE)  |
| 1999-2003 | Máximo Ágreda Pardo           |         | Unión del Pueblo Navarro (UPN)            |
| 2003-2011 | Germán Enrique Ágreda Suescun |         | Partido Socialista de Navarra (PSN-PSOE)  |
| 2011-2015 | Salomón Sádaba Díaz De Rada   |         | Alternativa Independiente de Cárcar (AIC) |
| 2015-act. | María Teresa Insausti Sola    |         | Partido Socialista de Navarra (PSN-PSOE)  |

| Partido político                         | 2019  | 2019       | 2015  | 2015       | 2011  | 2011       | 2007  | 2007       | 2003  | 2003       | 1999  | 1999       | 1995  | 1995       | 1991  | 1991       |
| Partido político                         | %     | Concejales | %     | Concejales | %     | Concejales | %     | Concejales | %     | Concejales | %     | Concejales | %     | Concejales | %     | Concejales |
| Partido Socialista de Navarra (PSN-PSOE) | 57,67 | 5          | 50,46 | 5          | 29,31 | 3          | 65,49 | 6          | 56,47 | 5          | 48,33 | 4          | 44,14 | 4          | 47,43 | 5          |
| Navarra Suma (NA+)                       | 40,00 | 4          | —     | —          | —     | —          | —     | —          | —     | —          | —     | —          | —     | —          | —     | —          |
| Unión del Pueblo Navarro (UPN)           | —     | —          | 41,82 | 4          | 31,39 | 3          | 32,35 | 3          | 41,73 | 4          | 48,54 | 5          | 53,62 | 5          | 35,92 | 3          |
| Agrupación Independiente de Cárcar (AIC) | —     | —          | —     | —          | 36,58 | 3          | —     | —          | —     | —          | —     | —          | —     | —          | —     | —          |
| Independientes de Cárcar (IC)            | —     | —          | —     | —          | —     | —          | —     | —          | —     | —          | —     | —          | —     | —          | 16,13 | 1          |

## Servicios

### Educación
La localidad cuenta con una escuela municipal de Educación infantil y primaria, situada en la calle María Jesús Los Arcos, s/n.

### Sanidad
Atención primaria
El municipio de Cárcar pertenece al Área III de Salud de Estella y la zona básica de salud de San Adrián la cual comprende los municipios de: Cárcar, Azagra, Andosilla y San Adrián. Esta zona cuenta con un centro de salud situado en la localidad de San Adrián.
Dentro del municipio existe un consultorio local en la localidad de Cárcar situado en la calle Salvador Ordóñez, 3.

### Transportes y comunicaciones
En la localidad tienen parada las siguientes líneas de autobús:
- La Estellesa. Línea Azagra – Pamplona y Pamplona - Azagra.
- La Conda. Línea Lodosa – Pamplona y Pamplona - Lodosa.
- Gurrea Hermanos. Línea Azagra – Logroño y Logroño - Azagra.
- Parra. Línea Sartaguda – San Adrián. Línea Calahorra – Lodosa. Línea Lodosa – San Adrián.

## Símbolos
El escudo de armas de la villa de Cárcar tiene el siguiente blasón:

Trae de plata y un castillo en su color natural del que ondea una bandera de gules con una cruz de plata. A ambos lados del castillo dos robles de sinople.

## Historia

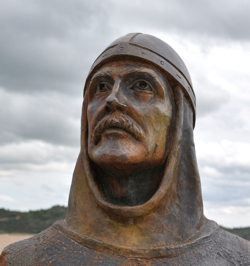
Sancho Garcés I

Según las crónicas, hacia el 907 el rey de Pamplona, Sancho Garcés I, reconquistó la villa construyendo en ella un castillo. Poco después, en el 920 y en el 924, Abd al-Rahman III tomó el lugar y ordenó, en la segunda ocasión, la quema de la villa y la destrucción de la fortaleza. Con todo se mantuvo como puesto avanzado ante la época de dominio musulmán en la cercana Calahorra.
Hacia el siglo XIII, con Sancho VII el Fuerte, la villa pasa de señorío nobiliario a señorío real, siendo parte de la corona. Su situación fronteriza explica que nuevamente en 1276, por primera vez, y de nuevo entre 1387 y 1386, fue ocupada por tropas castellanas.
Sería a finales del siglo XIV cuando retorna a señorío nobiliario cuando la corona empezó a realizar donos vitalicios a varios nobles con parte de sus bienes. La familia de los Peralta primero, y los condes de Lerín, después, incluían a Cárcar dentro de su condado. Esta situación se mantendría hasta la primera mitad del siglo XIX.  Al entroncar el condado de Lerín con el ducado de Alba, serían éstos los que mantenían la jurisdicción civil y penal, manteniendo el ejercicio de nombrar alcalde mayor.
Según la descripción de Madoz, hacia 1850 tenía una escuela con maestro propio, una fuente de aguas purgantes y diuréticas, 4000 robadas de regadío y un molino harinero sobre el río Ega.
Se tiene noticia de que desde el siglo XVII existía un hospital en la villa a cargo del párroco y del alcalde. Además del socorro a enfermos de la villa y enfermos pobres, así como transeúntes, también realizaba préstamos de trigo a labradores necesitados. Eran deberes suyos pagar al maestro de la villa y la instrucción de doce niños pobres. Durante la Guerra de la Independencia y la primera guerra carlista menguó su actividad. Tanto es así que en 1932 la autoridad civil de Cárcar trató de hacerse con la administración del centro frente la exitosa oposición del párroco.

## Cultura

### Patrimonio

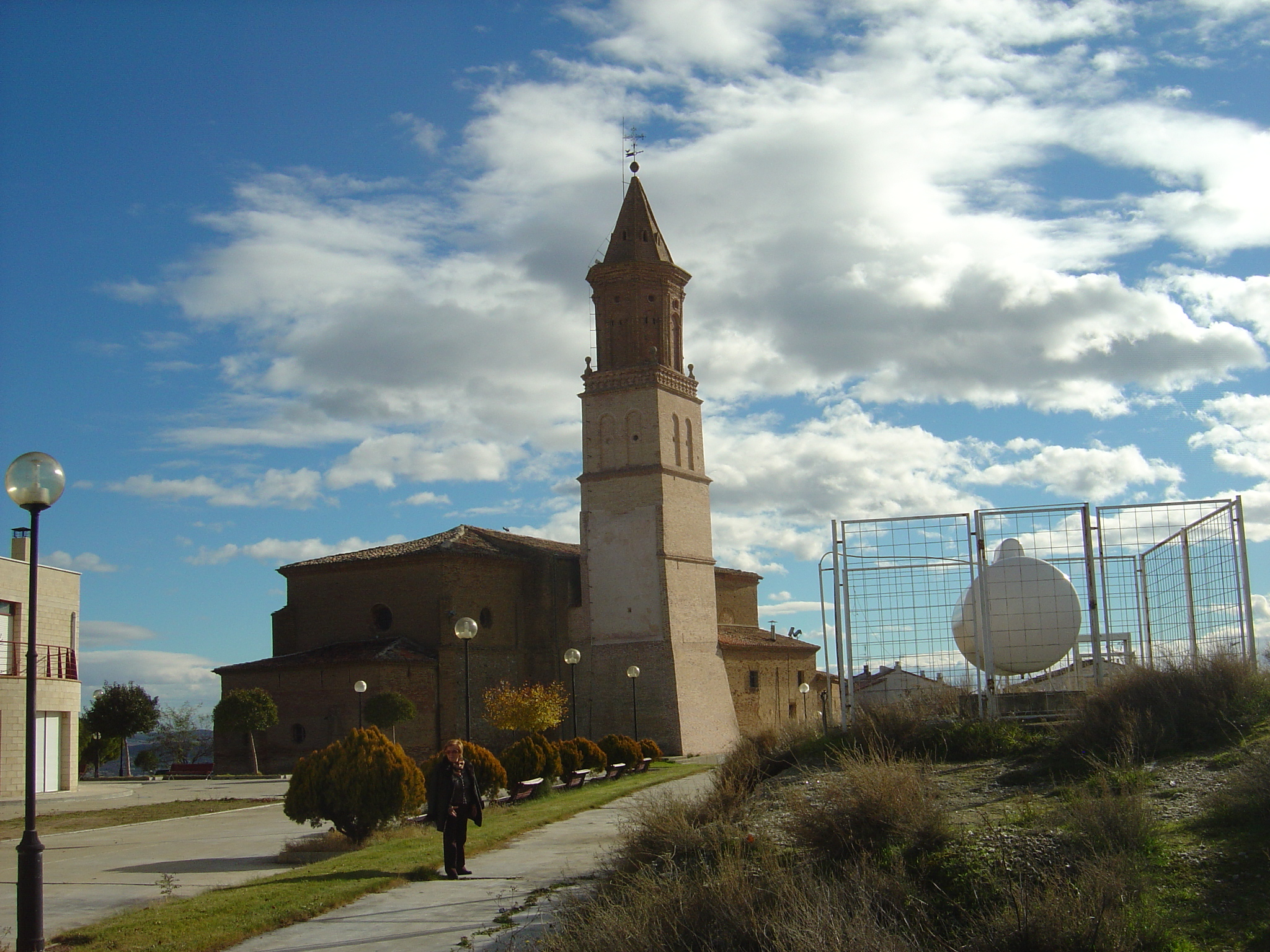
Iglesia de san Miguel

#### Monumentos religiosos
- Iglesia de San Miguel: es un edificio de estilo gótico-renacentista del siglo XVI formado por una sola nave con planta de cruz latina con cabecera poligonal y coro en los pies cubierta por una bóveda de crucería estrellada. Tiene las capillas poco profundas y en el siglo XVIII se le añadió un nuevo tramo y se construyó, junto a él la capilla de los Pasos. Su exterior está formado por muros de ladrillo y se conserva junto a la actual entrada principal la antigua portada renacentista hoy tapiada rematada por una hornacina de medio punto. El retablo mayor, de estilo barroco, de inicios del siglo XVIII, es un ejemplo de estilo churrigueresco en Navarra. Sus dimensiones son grandes, y contiene tallas de San Miguel (por la advocación del templo), San Pedro y San Pablo. Además está el retablo con la talla manierista de la Virgen del Rosario, del siglo XVI.
- Ermita de Nuestra Señora de la Gracia: en dirección a Lerín, llamada antiguamente denominada Nuestra Señora del Regadío, es un edificio de estilo barroco del siglo XVIII con planta de cruz latina, con cabecera recta y un amplio crucero con una media naranja en su tramo central. Sus muros son de ladrillo y mampostería y en su interior alberga un retablo rococó del siglo XVIII con una imagen gótica de la titular del siglo XIV.
- Ermita de Santa Bárbara: actualmente no quedan más que ruinas, unos muros.[14] Pero a mediados del siglo XIX el Diccionario de Madoz menciona que, aunque estaba cerrada, «sirvió de fuerte para las tropas constitucionales durante la última guerra civil».[15]

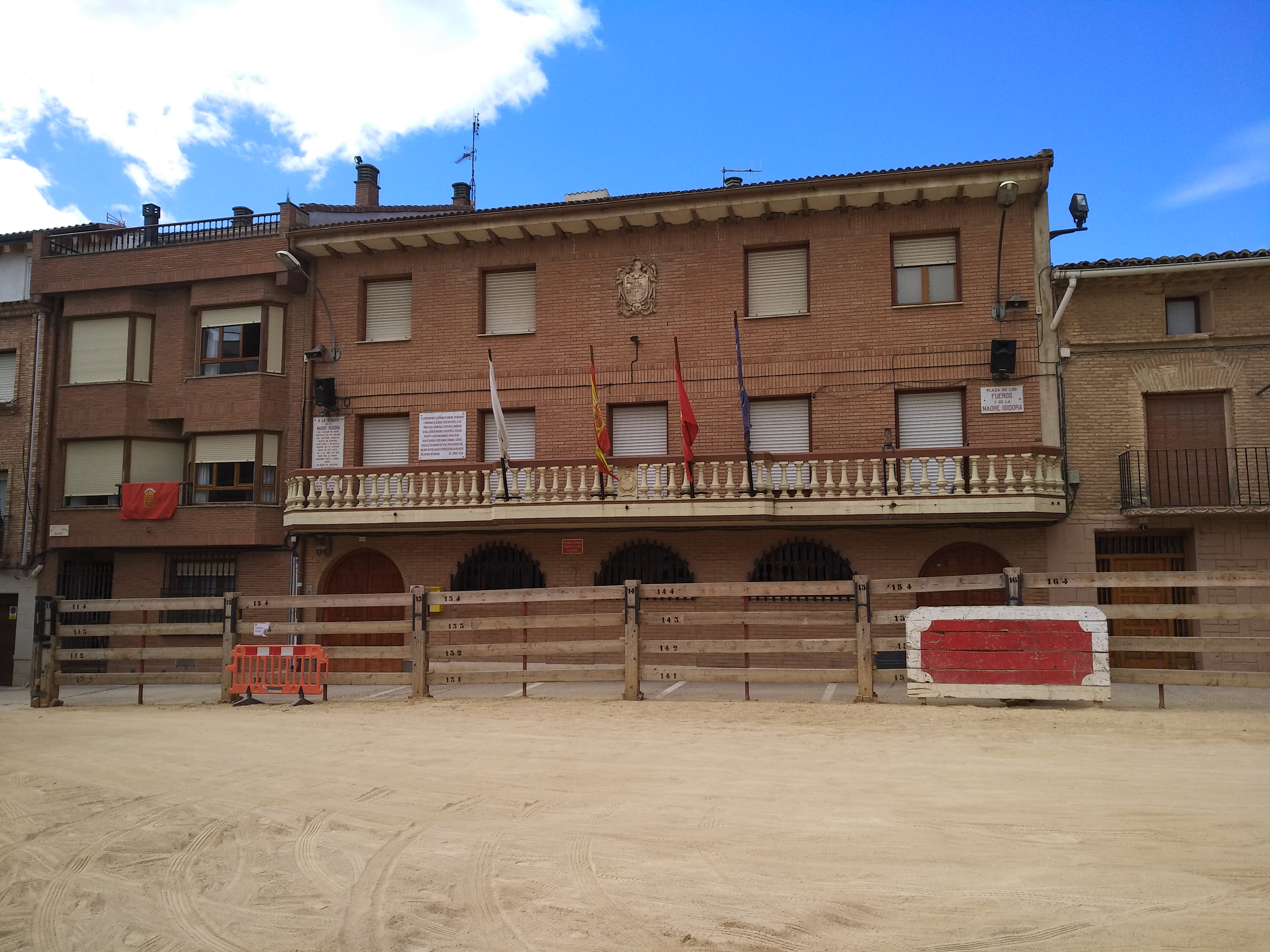
Plaza en fiestas

#### Edificios civiles

##### Casa consistorial
Es un edificio barroco del siglo XVI de tres alturas situada en la plaza de los Fueros. La planta baja se articula mediante una arcada ciega entre pilastras. En su parte superior tiene una labra del escudo de la villa, en alabastro, de estilo rococó que data del siglo XVIII. Madoz menciona que en su recinto se hallaba la cárcel en tiempos.

##### Casco urbano
Dentro del casco urbano es fácil encontrar casas blasonadas del siglo XVIII así como edificaciones barrocas. Por otro lado, antiguas casas excavadas en la roca son actualmente utilizadas como almacenes.

Blasones
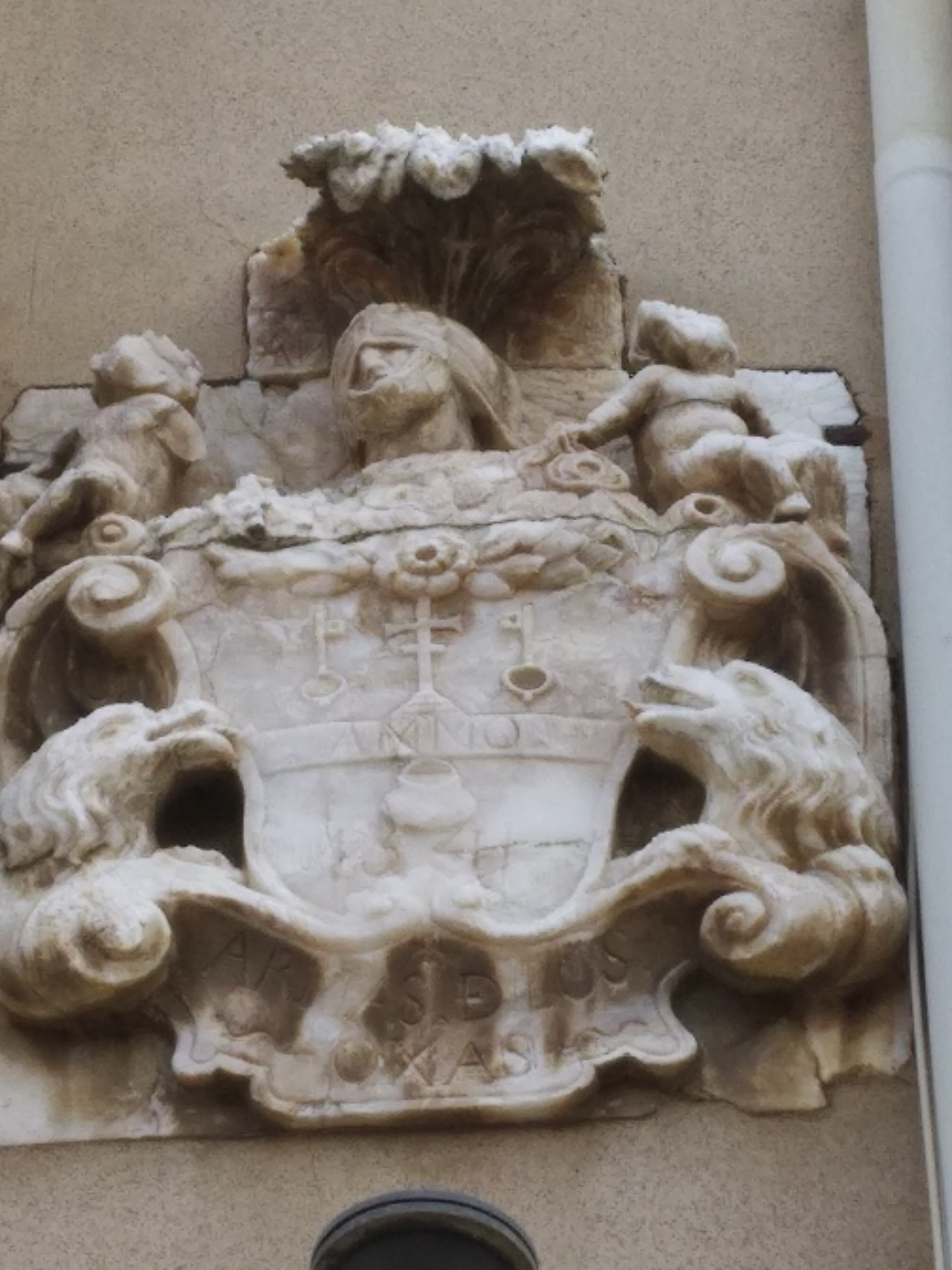
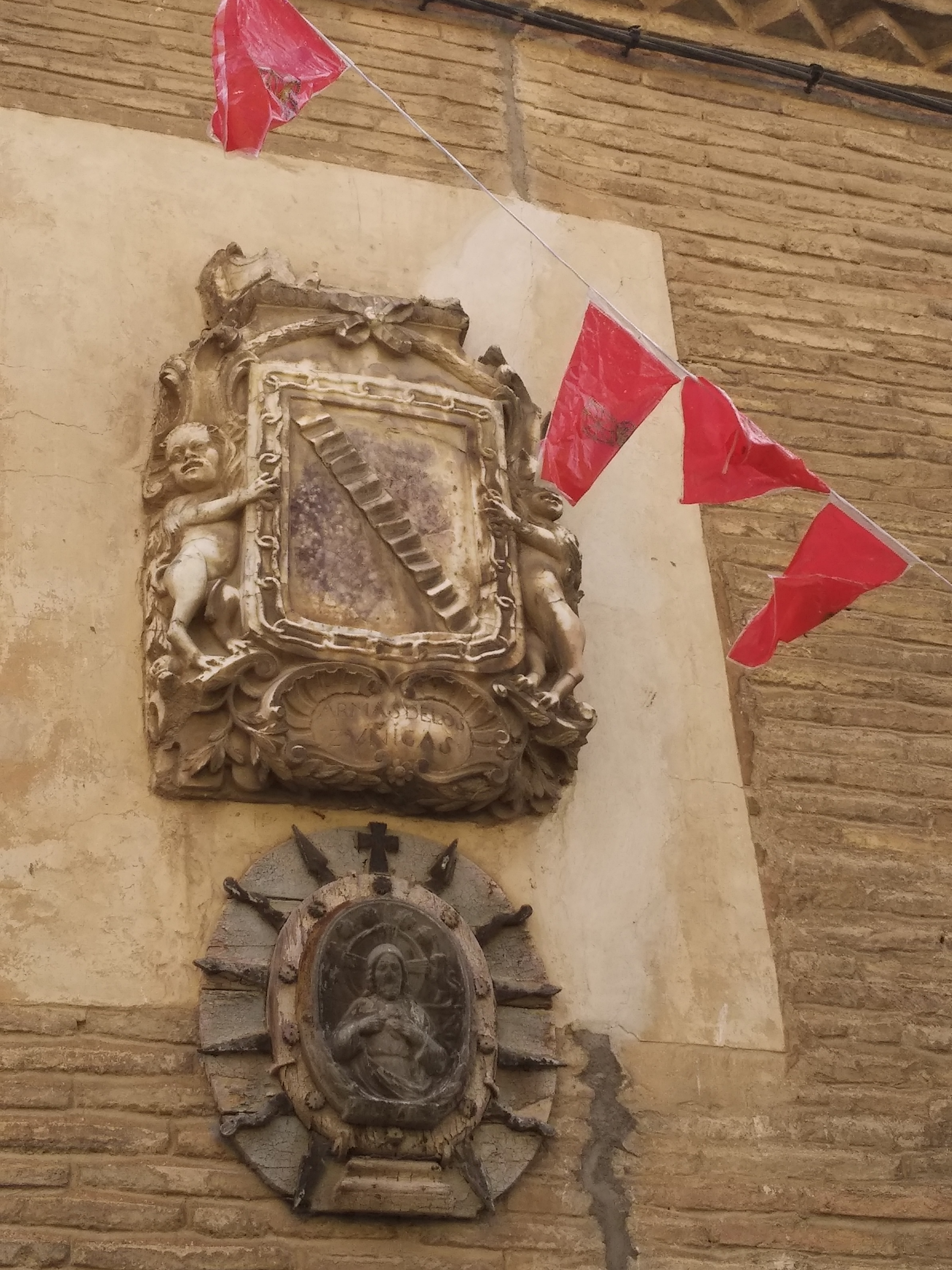
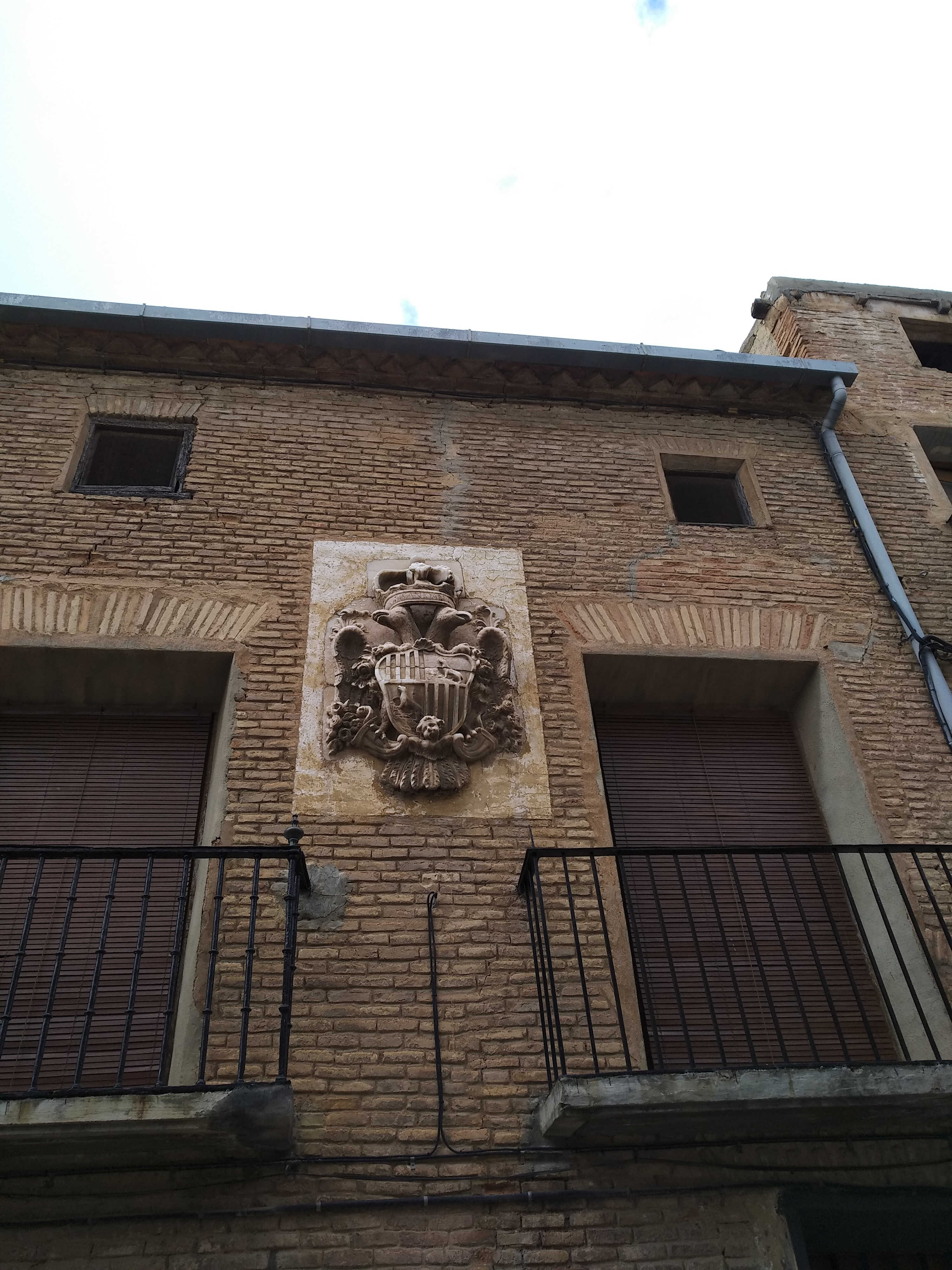
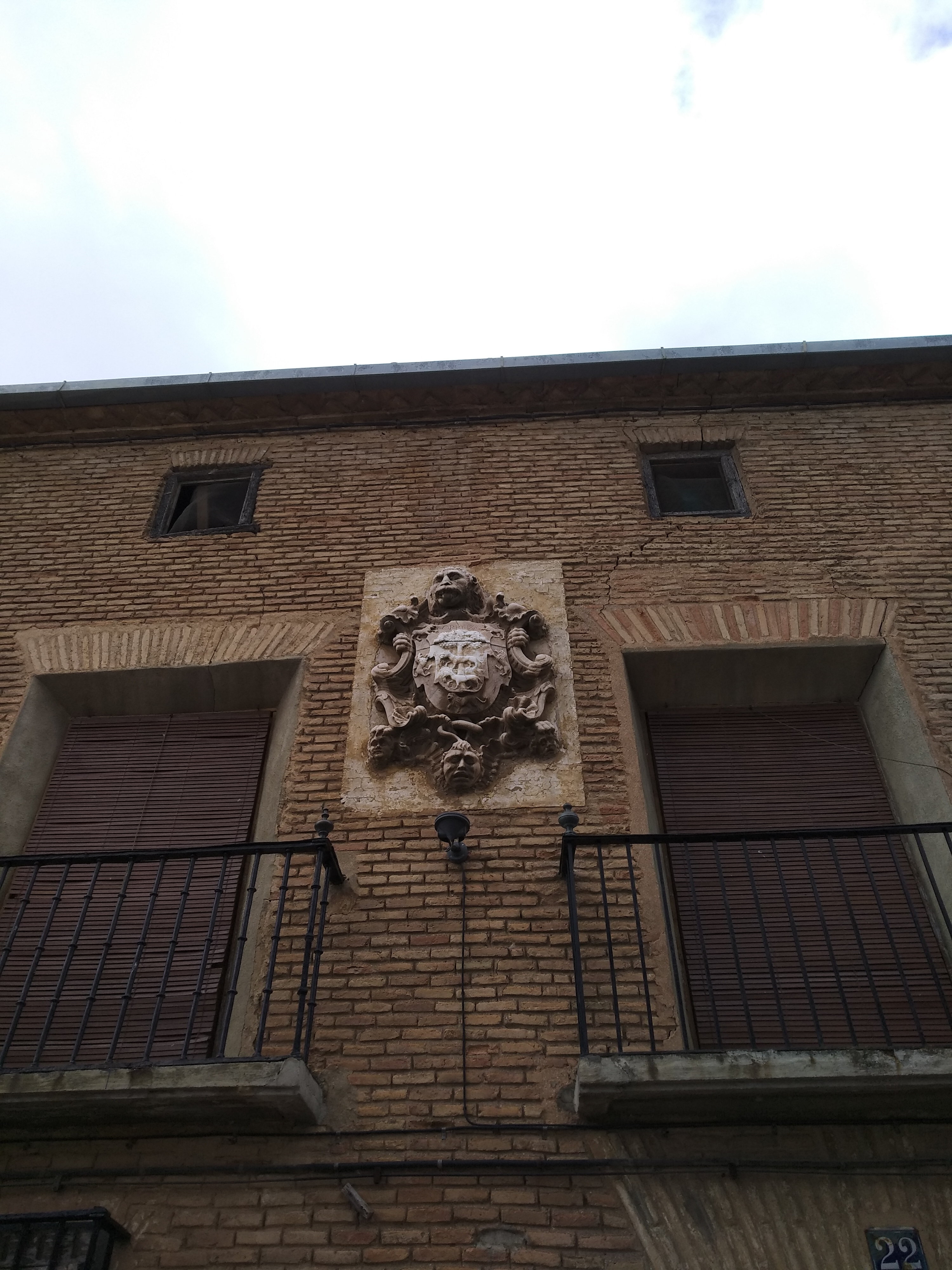

##### Castillo
Del antiguo castillo del siglo X mandado construir por Sancho Garcés I no quedan restos hoy día. Entonces la villa cumplía un papel de posición fronteriza del Reino de Pamplona. Durante toda la Edad Media fue objeto de tenencias y retenencias hasta que la villa pasó a manos del Conde de Lerín por lo que subsistió a las demoliciones de 1516 y 1521. Aunque pasó la casa ducal Alba, por entronque con la Casa de Lerín, no ha subsistido en el tiempo.

### Fiestas y eventos
Las fiestas se celebran durante la segunda semana de septiembre. En ellas no faltan actividades como vaquillas, verbenas o la celebración, el día 14, del Día de la Cruz. Una semana antes, los jóvenes del pueblo comienzan a calentar motores con la Fiesta de la Juventud.

### Gastronomía
Los frutos del campo son los protagonistas de la gastronomía, ya sean frescos o en forma de conservas. Así, son típicas de la localidad las conservas vegetales y de frutas, y también lo es el vino.

### Entidades culturales
- Asociación de mujeres Asocucar

Organizan cursos, charlas, exposiciones…
- Asociación de jubilados

Se encargan del funcionamiento del bar de jubilados, organizan una Semana Cultural, el Día de la Mujer y celebran los días de San Roque y San Antón.
- Asociación de padres y madres

- Asociación de Republicanos de Cárcar

- Asociación cultural, deportiva y recreativa El Pinar

Gestiona las instalaciones deportivas
- Cofradía de los Santiagueros

El día de Santiago organizan la procesión, cena de hermandad y la carrera de La Rosca
- Cofradía del Cristo de la Ermita – Columna y Dolorosa

Cofradía mixta, llevan los pasos en la procesión de Semana Sant

### Deporte
La localidad de Cárcar cuenta con las siguientes instalaciones deportivas:
- Campo de fútbol. Carretera de Lodosa, km 54. En el pueblo hay un equipo de fútbol en regional preferente
- Piscinas
- Frontón municipal cubierto
- Pista polideportiva municipal descubierta equipada para la práctica de tenis.
- Pista de Pádel